# آرتور مونز
آرتور مونز (انگلیسی: Arthur Mohns; ۴ دسامبر ۱۸۹۶ – ۱۹۶۰ (۶۳−۶۴ سال)) بازیکن فوتبال اهل آلمان بود.
وی همچنین در تیم ملی فوتبال آلمان بازی کرده‌است.